# Krulldimension
Die Krulldimension eines topologischen Raums ist ein nach Wolfgang Krull benannter topologischer Dimensionsbegriff. Dieser wird durch algebraische Untersuchungen von Ringen in der algebraischen Geometrie motiviert und steht in enger Beziehung zur Dimension eines Ringes.

## Definition
Sei {\displaystyle X} ein topologischer Raum. Die Krulldimension (oder auch kombinatorische Dimension) ist das Supremum aller Längen {\displaystyle n} von Ketten
{\displaystyle X_{0}\subsetneqq X_{1}\subsetneqq \ldots \subsetneqq X_{n}}
von nichtleeren, abgeschlossenen, irreduziblen Teilmengen. Diese wird mit {\displaystyle \dim X} bezeichnet.

## Bezug zur Ringtheorie
Ist {\displaystyle R} ein kommutativer Ring mit Einselement, so betrachtet man auf dem Spektrum {\displaystyle \operatorname {Spec} (R)} üblicherweise die Zariski-Topologie. Ordnet man einem Primideal die Menge aller es umfassenden Primideale zu, so erhält man eine bijektive Beziehung zwischen {\displaystyle \operatorname {Spec} (R)} und der Menge aller nichtleeren abgeschlossenen irreduziblen Teilmengen von {\displaystyle \operatorname {Spec} (R)}. Daher ist die in der kommutativen Algebra betrachtete Dimension eines Ringes, die über die maximale Länge von Primidealketten definiert wird, nichts anderes als die oben definierte Krulldimension seines Spektrums.
Die Krulldimension eines noetherschen Rings {\displaystyle A} hat die folgenden Eigenschaften:
- {\displaystyle \dim(A)=\sup \left\{\dim A_{\mathfrak {m}}\colon {\mathfrak {m}}{\text{ Maximalideal in }}A\right\}}
- {\displaystyle \dim k\left[x_{1},\ldots ,x_{n}\right]=n}
- wenn {\displaystyle A} ein Integritätsbereich und eine endlich erzeugte {\displaystyle k}-Algebra ist, dann ist {\displaystyle \dim A} der Transzendenzgrad {\displaystyle Trg(A:k)} und für jedes Primideal {\displaystyle {\mathcal {P}}} gilt {\displaystyle \dim A/{\mathcal {P}}+\dim A_{\mathcal {P}}=\dim A}.

## Beispiele
- Ein nichtleerer Hausdorffraum hat die Krulldimension 0, denn die irreduziblen Teilmengen sind genau die einpunktigen Mengen.
- {\displaystyle \mathbb {C} ^{n}} versehen mit der Zariski-Topologie, das heißt abgeschlossen sind die gemeinsamen Nullstellenmengen von Mengen von Polynomen in {\displaystyle n} Unbestimmten, hat die Dimension {\displaystyle n}. Alle Zariski-abgeschlossenen echten Teilmengen haben eine kleinere Dimension.[3]
- Ist {\displaystyle R} ein Noetherscher Ring, so gilt für den Polynomring {\displaystyle R[X_{1},\ldots ,X_{n}]}:

{\displaystyle \quad \dim(R[X_{1},\ldots ,X_{n}])=\dim(R)+n}
- Ist {\displaystyle R\hookrightarrow S} eine ganze Ringerweiterung, so gilt: {\displaystyle \dim(R)=\dim(S)}
- Für einen beliebigen kommutativen unitären Ring {\displaystyle R} gilt: {\displaystyle \dim(R)+1\leq \dim(R[X])\leq 2\cdot \dim(R)+1} und für jedes Paar {\displaystyle (n,m)} von natürlichen Zahlen mit {\displaystyle n+1\leq m\leq 2n+1} gibt es einen Ring {\displaystyle R} mit {\displaystyle \dim(R)=n} und {\displaystyle \dim(R[X])=m}.
- Es gilt für den Potenzreihenring über einem Noetherschen Ring {\displaystyle R}: {\displaystyle \dim(R[[X]])=\dim(R)+1}.
- In einem Noetherschen Ringe {\displaystyle R} gilt für ein Element {\displaystyle \alpha }, welches nicht transzendent über {\displaystyle R} ist: {\displaystyle \dim(R[\alpha ])\in \{\dim(R)-1,\dim(R)\}}.

## Vergleich mit anderen Dimensionsbegriffen
Da alle Hausdorffräume die Krulldimension 0 haben, stimmt diese nicht mit der Lebesgue’schen Überdeckungsdimension oder den induktiven Dimensionen überein. 
Dass die Dimension des {\displaystyle \mathbb {R} ^{n}} im obigen Beispiel mit der Lebesgue'schen Überdeckungsdimension übereinstimmt ist nur richtig, weil man im ersten Fall die Zariski-Topologie und im zweiten Fall die echt feinere euklidischen Topologie betrachtet.
Ist {\displaystyle X} ein noetherscher Raum mit Krulldimension {\displaystyle \leq n}, so ist auch die kohomologische Dimension {\displaystyle \leq n}.

## Kodimension
Ist {\displaystyle Y\subset X} eine abgeschlossene, irreduzible Teilmenge, so nennt man die maximale Länge aller Ketten
{\displaystyle Y=X_{0}\subsetneqq X_{1}\subsetneqq \ldots \subsetneqq X_{n}}
von nichtleeren, abgeschlossenen, irreduziblen Teilmengen die Kodimension von {\displaystyle Y} und bezeichnet sie mit {\displaystyle \operatorname {codim} _{X}Y}. Für eine beliebige abgeschlossene Teilmenge {\displaystyle A\subset X} definiert man
{\displaystyle \operatorname {codim} _{X}A} als das Infimum der {\displaystyle \operatorname {codim} _{X}Y}, wobei {\displaystyle Y} die irreduziblen Komponenten von {\displaystyle A} durchläuft.

## Eigenschaften
- Die Krulldimension eines topologischen Raumes ist gleich dem Supremum der Krulldimensionen seiner irreduziblen Komponenten.
- Ist {\displaystyle X=A_{1}\cup \ldots \cup A_{n}} mit abgeschlossenen Teilmengen {\displaystyle A_{i}}, so ist {\displaystyle \dim X=\sup\{\dim A_{1},\ldots ,\dim A_{n}\}}.[5]